# Dani Morer
Daniel Morer Cabrera (ur. 5 lutego 1998 r. w Mataró) – hiszpański piłkarz występujący na pozycji obrońcy w hiszpańskim klubie FC Barcelona B.

## Kariera klubowa
Urodzony w Mataró, Morer dołączył do młodzieżówek Barcelony w 2009 roku mając 11 lat. W lipcu 2017 roku został przeniesiony do Barcelony B.
Swój profesjonalny debiut, Dani zaliczył 19 sierpnia 2017 roku, zmieniając Marca Cardonę w wygranym 2–1 meczu przeciwko Realowi Valladolid w ramach Segunda División.

## Sukcesy

### Barcelona
- Liga Młodzieżowa UEFA: 2017/18